# Xiaomi Mi 8 Lite
Xiaomi Mi 8 Lite (відомий в Китаї як Xiaomi Mi 8 Youth Edition) — смартфон китайської компанії Xiaomi, що позиціонується як спрощена версія Xiaomi Mi 8. Був представлений в Китаї 19 вересня 2018 року разом із Xiaomi Mi 8 Pro. Глобальний реліз відбувся в Україні в місті Київ 17 жовтня 2018 року.

## Дизайн
Передня та задня панелі виконані зі скла, а рамка — з алюмінію.
Знизу розміщені роз'єм USB-C та сітки динаміка і мікрофона, зверху — другий мікрофон, зліва — гібридний лоток з одним слотом під SIM-картку і другим слотом під SIM-картку або карту пам'яті формату microSD до 256 ГБ, а справа — гойдалка регулювання гучності та кнопка блокування. Сканер відбитків пальців розташований ззаду.
На глобальному ринку Mi 8 Lite продавався в кольорах Глибокий чорний та Синє море. Також в Китаї смартфон був доступний в кольорі Twilight Gold (рожево-помаранчевий градієнт).

## Технічні характеристики

### Апаратне забезпечення
Mi 8 Lite отримав систему на кристалі субфлагманського рівня 2017 року Qualcomm Snapdragon 660. Смартфон продавався в конфігураціях 4/64, 6/64, 4/128 та 6/128 ГБ. В Україні Mi 8 Lite був доступний тільки в конфігураціях 4/64 та 6/128 ГБ.
Батарея отримала об'єм 3350 мА·год та підтримку швидкої зарядки Quick Charge 3.0 потужністю 18 Вт.
Mi 8 Lite має 6,26-дюймовий дисплей типу IPS LCD з роздільною здатністю Full HD+ (2280 × 1080), співвідношенням сторін 19:9, щільністю пікселів 403 ppi та вирізом під фронтальну камеру, сенсор наближення/освітлення та розмовний динамік.
Смартфон отримав основну подвійну камеру із ширококутним об'єктивом на 12 Мп з діафрагмою f/1.9 і фазовим автофокусом dual pixel та сенсором глибини на 5 Мп. Також пристрій має передню камеру на 24 Мп з діафрагмою f/2.0. Основна камера вміє записувати відео в роздільній здатності 4K@30fps, а передня — 1080p@30fps.

### Програмне забезпечення
Mi 8 Lite був випущений на MIUI 9, що базувалася на Android 8.1 Oreo. Глобальна версія була оновлена до MIUI 12, а китайська — до MIUI 12.5, що працюють на базі Android 10.